# علی‌اللهی (مذهب)
 علی‌اللّهی اصطلاحی است که به مذهبی تلفیق‌گرا که بیشتر پیروان آن در استان کردستان ایران زندگی می‌کنند، نسبت داده می‌شود. این مذهب شامل بخش‌هایی از مذهب شیعه و ادیان قدیمی‌تر است. باور اصلی این مذهب این است که در طول تاریخ حلولِِ الوهیت بارها رخ داده‌است. علی‌اللهی‌ها احترام خاصی برای علی بن ابی‌طالب قائل‌اند و باور دارند که خدا جسم علی را برای حلول برگزید. آیین‌های گوناگونی به علی‌اللهی بودن شناخته شده‌اند؛ ازجمله ایزدیان و علویان. برخی این مذهب را ترکیبی از ادیان و آیین‌های دیرین‌تر مانند مزدیسنا می‌دانند.
گاهی اصطلاح علی‌اللهی برای اشاره به غالیان به کار می‌رود. مانند کیسانیه، علویان (سوریه) و اهل حق.

## دردبستان مذاهب
علی‌الهی‌ها در کتاب دبستان مذاهب به‌عنوان فرقه‌ای توصیف شده‌اند که به محمد و علی بن ابی‌طالب احترام می‌گذارند اما قرآن را  قبول ندارند. پیروان این مذهب هیچ جانوری را نمی‌کشند و باور دارند که قانون مجاز شمردن کشتن برخی حیوانات، توسط ابوبکر، عمر و عثمان بن عفان و پیروان آنان ساخته شده‌است.